# Rio Piracicaba
Rio Piracicaba is een gemeente in de Braziliaanse deelstaat Minas Gerais. De gemeente telt 14.846 inwoners (schatting 2009).

## Aangrenzende gemeenten
De gemeente grenst aan Alvinópolis, Bela Vista de Minas, João Monlevade, Santa Bárbara, São Domingos do Prata en São Gonçalo do Rio Abaixo.